# Kurt Mergler
Kurt Mergler es un jinete alemán que compitió para la RFA en la modalidad de concurso completo. Ganó una medalla en el Campeonato Mundial de Concurso Completo de 1974, y tres medallas en el Campeonato Europeo de Concurso Completo entre los años 1969 y 1975.

## Palmarés internacional
| Campeonato Mundial | Campeonato Mundial        | Campeonato Mundial | Campeonato Mundial |
| Año                | Lugar                     | Medalla            | Categoría          |
| ------------------ | ------------------------- | ------------------ | ------------------ |
| 1974               | Burghley (Reino Unido)    | Medalla de bronce  | Por equipos        |
| Campeonato Europeo |                           |                    |                    |
| Año                | Lugar                     | Medalla            | Categoría          |
| 1969               | Le Pin-au-Haras (Francia) | Medalla de bronce  | Por equipos        |
| 1973               | Kiev (URSS)               | Medalla de oro     | Por equipos        |
| 1975               | Luhmühlen (RFA)           | Medalla de bronce  | Por equipos        |